# 612拯救國教遊行
612拯救國教遊行是台灣在2005年6月12日的一場遊行，遊行者由臺北市中正區中正紀念堂中山南路大中至正門出發，經教育部大樓，最後會合於臺北市濟南路立法院群賢樓前。發起團體為拯救國教大聯盟，主要成員有陳君豪、趙立平、張婷鈞、王馨羚等人，其中陳君豪（國立花蓮師範學院社會教育學系、時任宜蘭縣國小實習教師，其後攻讀佛光大學公共事務學碩士）為遊行總指揮。遊行人數估計約2,000人。

## 背景
民國八十四年（1995年）《師資培育法》修正通過後，開放非師範體系學生修習教育學程可取得教師證。各大學院校紛開設教育學程，儲備教師人數急速增加，民國94年單年各類教育學程核證人數達一萬八千餘人，自86年以來總核證人數達108,409人，獲聘正式教師者有57,335人，比率為53.04%。90年的教師獲聘率78.4%為歷年最高，但94年的獲聘率僅10.2%。
教師甄試以民國九十四年（2005年）台北市國小教師聯合甄選為例，報名人數達8,000人，錄取率不到百分之一。在臺大批踢踢實業坊實習教師（studyteacher）板傳出各縣市國小教甄即將停辦的消息，引起板友熱烈討論，提議發動遊行，向教育部表達意見。

### 專案報告
民國九十三年（2004年）10月11日立法院第五屆第六會期，教育部所提之《我國中小學師資供需與「流浪教師」之問題專案報告》第2頁：
|                                                                      | 自83年公布師資培育法以來，86學年度開始依新制核發教師證書，歷年核發之證書累計約 100,000 張（詳如表三及圖三），經查此類人員已獲聘為正式教職者約70,000人，顯示取得合格教師證書而並未任教職之人員（即所謂「流浪教師」）估計，累積至民國九十三年（2004年）年約為30,000人。因九十三學年度（2004年8月－2005年7月）各縣市新進教師資料尚未齊全，較精確人數刻正調查比對中。 |
| ——中華民國教育部，《我國中小學師資供需與「流浪教師」之問題專案報告》 | |

## 籌備
籌備時間相當短，僅有三週左右。獲得其他社會團體支持，包括全國教師會、多個縣市教師會、台北捷運工會、政大研究生學會等社團。另架設網站連署頁面，累計連署人數超過1萬人。

## 流程
- 13：00，中正紀念堂集合 說明遊行注意事項
- 13：00－13：15，發表簡短聲明
- 13：15－14：30，遊行中
- 14：30－15：00，發表演說（遊行幹部全國教師會或其他團體）
- 15：00－15：30，萬人大黑板（一人一黑紙，用粉筆寫下對教育的遠景，塗鴉亦可，再拼湊成數個大黑板）
- 15：30－16：00，緩衝和行動劇
- 16：00－16：30，遞交請願書和回應
- 16：30－17：00，萬人大合唱（孫燕姿〈一起走到〉）
- 17：00，活動結束

## 訴求
- 降低班級人數至30人以下（目前大多數為大班制，一班約35-40人左右）。讓每個孩子相對的享有更多教學設備和學習空間。
- 提高師生比，逐年將教師配額至一班2.0個老師（目前為一班1.62個老師）。讓每個學生有更多老師關心和指導，擁有更適性化的學習環境。
- 落實控管三年內減少50%以上師資培育機構暨招生名額。嚴格遴選優秀人才進入師資培育系統，提升職前教師素質。
- 教師課稅可用以提高教育經費，加速提升教育環境品質。
- 修訂並落實教師評鑑指標，積極獎勵優秀教師，規範不適任教師。
- 教師甄試缺額於簡章發售時公佈，維護考生報考權益。

## 政府回應
遊行總指揮陳君豪希望教育部部長杜正勝親自回應，但教育部官方由國教司長吳財順、中教司長代為接受請願，遊行群眾未能如願。總指揮仍呼籲教育部近期以公開方式於媒體上回應。之後教育部長於媒體詢問時作出簡短回應，表示目前師資培育為儲備制而非保障制。教育部於6月17日公告大幅刪減當年度學士後教育學分班核定招生人數。之後發起人向行政院院長謝長廷陳情，謝長廷指示由杜部長代為接見，之後舉辦826教育論壇，邀集教育部官員、專家學者、教師代表、家長代表、民意代表等與談，此為政府對遊行的最終回應。

## 意義
首次由儲備教師發動的教育政策遊行，參與者年輕化，多在23－30歲間。

## 外部連結
- 台灣千餘準教師遊行 大紀元（页面存档备份，存于）（繁體中文）
- 流浪教師上街要求搶救國教 臺灣立報（繁體中文）
- 杜正勝：貿增教師員額問題大應擇優汰劣 中央社訊（繁體中文）
- 正式教師=下一個流浪教師?（页面存档备份，存于）（繁體中文）